# Parádi Ferenc (orvos)
Id. Parádi Ferenc (Kolozsvár, 1873. október 15. – Dés, 1968. március 24.) erdélyi magyar orvos. Parádi Kálmán és ifj. Parádi Ferenc apja.

## Életútja
Szülővárosában, a Református Kollégiumban végezte középiskolai tanulmányait (1891), majd a Ferenc József Tudományegyetemen szerzett orvosi diplomát (1896). Pályáját tanársegédként kezdte a sebészeti, majd a bőrgyógyászati klinikán (1896–1900), innen kerül Désre, ahol a közkórház orvosa, 1902–30 között igazgató főorvosa. 1930-tól magánorvos, majd 1940–47 között újból kórházigazgató. Nevéhez fűződik Désen az első vöröskeresztes ápolónői tanfolyam indítása, kórházalapítás és -építés, ingyenrendelő létesítése (1932-40). Az első világháború alatt mint ezredorvos teljesített katonai szolgálatot.

## Munkássága
Első írása az Egyetemi Almanachban jelent meg (1895/96) A hőérzések átalakulása fájdalomérzetekké címmel. Jeles orvosokról írt cikkeiben és emlékbeszédeiben Pápai Páriz Ferenc, Gyarmathi Sámuel, Köleséri Sámuel, Kibédi Mátyus István, Pataki Sámuel, Purjesz Zsigmond, Simon Lajos, Szőcs Sámuel emlékét idézte fel. Foglalkozott Mátyás király, Bocskai István, Csokonai Vitéz Mihály betegségeivel és halálának okaival. Írásai az EME orvosi szakkiadványaiban és 1933, 1942. évi vándorgyűléseinek Emlékkönyveiben, a Gyógyászat, Erdélyi Orvosi Lap, Orvosi Szemle, Természettudományi Közlöny, Huszadik Század, Keleti Újság, Kiáltó Szó, Református Család, Református Szemle, Dés és Vidéke, Dési Hírlap, Vármegyei Közélet hasábjain jelentek meg.
1904-13 között rendszeresen adott ki jelentéseket a dési „Rudolf” Közkórház évi működéséről; elkészítette és kiadta a kórház Alapszabályzatát (Dés 1913), ápolónők részére megírta a Bevezetés a betegápolásba című kézikönyvét (Dés 1913).
Újabb önálló munkái: 
- A balesetek megelőzése és az élet megmentése (Brassó 1936 = Hasznos Könyvtár)
- A férfiszövetség újraszervezéséről (Dés 1941)
- Szolnok-Doboka vármegye közegészségügyének története (Kolozsvár 1944).

Hagyatékában kéziratban maradt megemlékezése dr. Imre József szemészprofesszorról (1925), dr. Wettenstein (Bárd) Oszkárról (1942), dr. Daday Jenőről (1950). Megírta Kassai Vidor és Jászai Mari jellemrajzát.